# Della Rovere
I Della Rovere furono una nobile  famiglia italiana, originaria di Savona, in Liguria, il cui nome è legato soprattutto alle vicende del Ducato di Urbino e dello Stato Pontificio.

## Storia

### Origini
La nobiltà della dinastia, nonostante i componenti fossero inizialmente di modeste origini, venne fatta derivare dall'omonima casata torinese dei conti di Vinovo (In Piemonte il nome della casata era conosciuto in lingua locale come Dla Rol), di cui adottarono lo stemma azzurro con la quercia dorata.
In armoriale, sono infatti attestati a Torino, Casale Monferrato, Cividale, Urbino e Savona:

### Sisto IV papa

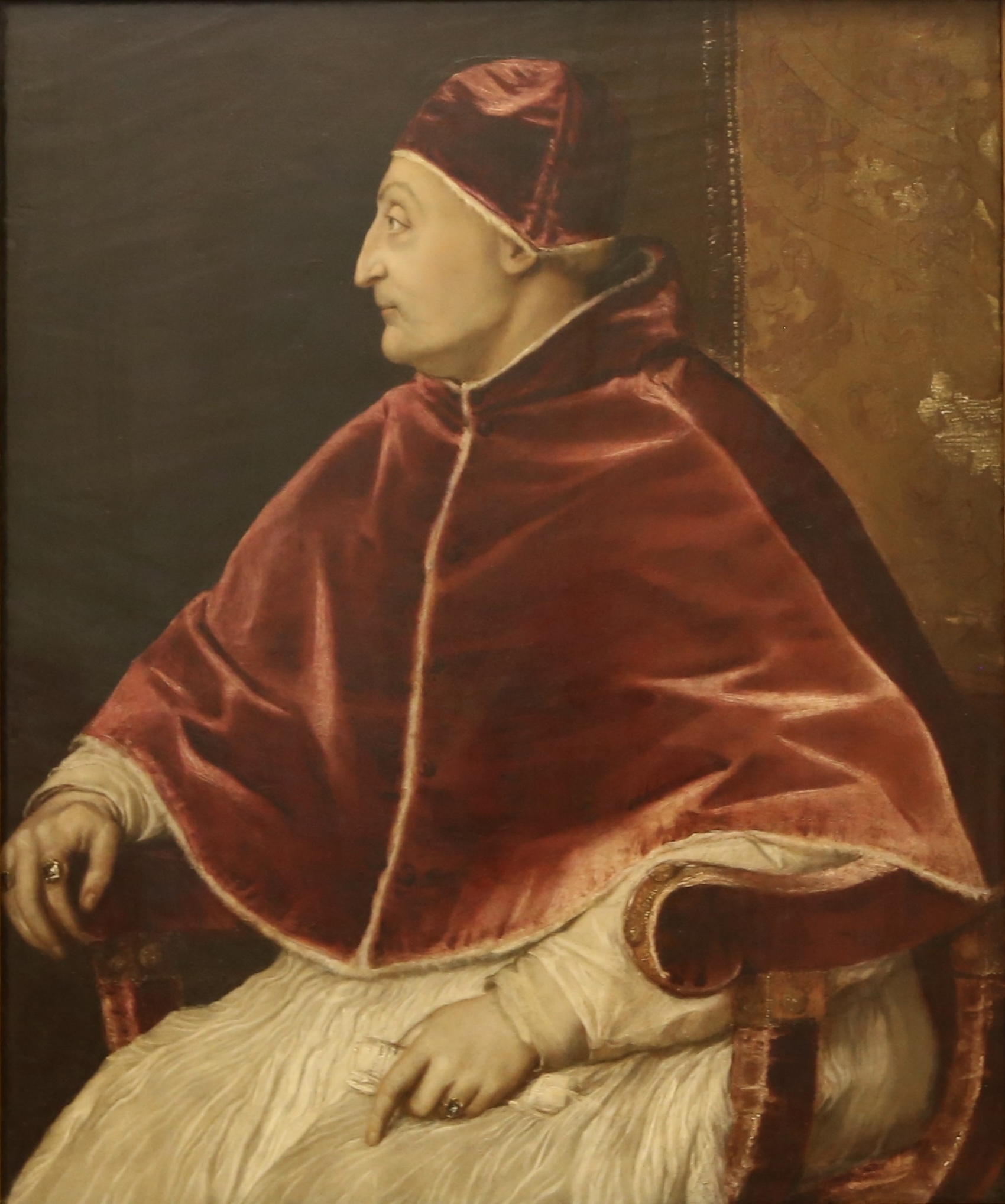
Papa Sisto IV

Il primo eminente personaggio della stirpe fu Francesco (1414-1484), divenuto papa nel 1471 con il nome di Sisto IV. Grazie ai privilegi ottenuti dall'elezione al soglio pontificio, i Della Rovere ricoprirono importanti cariche ecclesiastiche e civili e furono condottieri della Chiesa. Un altro grande pontefice appartenuto alla famiglia fu Giulio II, sul trono papale dal 1503 al 1513.
Dal 1508 i Della Rovere ottennero il ducato di Urbino e nel 1513 la città di Pesaro. Il duca Guidobaldo da Montefeltro non aveva prole maschile e adottò per la successione il nipote Francesco Maria I Della Rovere, figlio della sorella Giovanna e di Giovanni Della Rovere, signore di Senigallia e congiunto di Sisto IV. Francesco Maria e la moglie Eleonora Gonzaga inaugurarono la linea dinastica Montefeltro Della Rovere che si estinguerà nel 1631 con la scomparsa dell'ultimo duca di Urbino Francesco Maria II e della nipote granduchessa consorte di Toscana Vittoria, nel 1694, che aveva ereditato il patrimonio dell'avo, ma non il ducato, subito annesso allo Stato Pontificio. I Della Rovere unirono nel nuovo blasone ducale il loro simbolo, la quercia, all'alloro dei Montefeltro,
Nel 1625 Francesco Maria II, dietro pressione di papa Urbano VIII, cedette il ducato ad un governatore ecclesiastico. I beni della casata furono trasferiti a Firenze in seguito alle nozze di Vittoria della Rovere con Ferdinando II de' Medici, mentre il ricco patrimonio librario fu incorporato nella Biblioteca Apostolica Vaticana. Il granduca Gian Gastone (1671-1737) e la sorella Anna Maria Luisa (1667-1743) furono gli ultimi discendenti da quel matrimonio.
Lucrezia, sorella minore dell'ultima duchessa di Urbino Livia Della Rovere, figlie di Ippolito e di Isabella Vitelli, sposò nel 1609 l'aristocratico di origini pisane Marcantonio Lante (1566-1643), marchese di Castelleone di Suasa e di San Lorenzo in Campo. La loro unione diede vita al ramo Lante Montefeltro Della Rovere, ancora oggi rappresentato.
In onore del papa Sisto IV si chiamò così la Cappella Sistina, in seguito affrescata, per volere di Giulio II (nipote del precedente), dai più significativi artisti dell'epoca, tra cui Michelangelo, Perugino, Botticelli, Ghirlandaio, Pinturicchio, Luca Signorelli, Biagio d'Antonio e altri.

### Ramo ligure

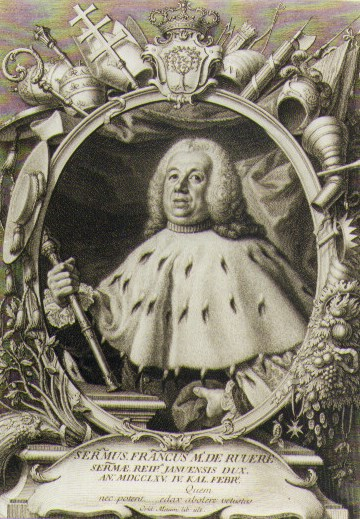
Il doge di Genova.

Fino al XVIII secolo prosperò anche una linea ligure del casato, il cui ultimo esponente di rilievo fu Francesco Maria Della Rovere, Doge della Repubblica di Genova dal 1765 al 1767.

## Duchi d'Urbino (1508-1516, 1521-1625)
| Nome               | Ritratto | Nascita e morte | Regno                                    | Regno                                  | Matrimoni                                                                    | Note |
| Nome               | Ritratto | Nascita e morte | inizio                                   | fine                                   | Matrimoni                                                                    | Note |
| ------------------ | -------- | --------------- | ---------------------------------------- | -------------------------------------- | ---------------------------------------------------------------------------- | --- |
| Francesco Maria I  |          | *1490 †1538     | (I) 11 aprile 1508(II) fine 1521         | (I) 1516(II) 20 ottobre 1538           | Eleonora Gonzaga due figli e tre figlie                                      | Abdicò per Lorenzo de' Medici. Nel 1517 tentò di riprendersi Urbino.Riuscì a risalire sul trono solo dopo la morte di papa Leone X. |
| Guidobaldo II      |          | *1514 †1574     | 20 ottobre 1538                          | 28 settembre 1574                      | (I) Giulia da Varano una figlia (II) Vittoria Farnese un figlio e due figlie | Figlio di Francesco Maria |
| Francesco Maria II |          | *1549 †1631     | (I) 28 settembre 1574(II) 28 giugno 1623 | (I) 3 novembre 1621(II) 23 aprile 1631 | (I) Lucrezia d'Este (II) Livia della Rovere un figlio                        | Figlio di Guidobaldo II. Abdica in favore del proprio figlio.Nuovamente al potere dopo l'improvvisa morte del figlio                |
| Federico Ubaldo    |          | *1605 †1623     | 3 novembre 1621                          | 28 giugno 1623                         | Claudia de' Medici una figlia                                                | Figlio di Francesco Maria II |

Il Ducato, già sotto il controllo dello Stato Pontificio dal 1625, ne viene assorbito entro i confini alla morte dell'ultimo Duca. Le collezioni artistiche dei Della Rovere andarono all'ultima discendente Vittoria, sposa di Ferdinando II de' Medici, e quindi trasferite in larga parte a Firenze.

## Galleria d'immagini

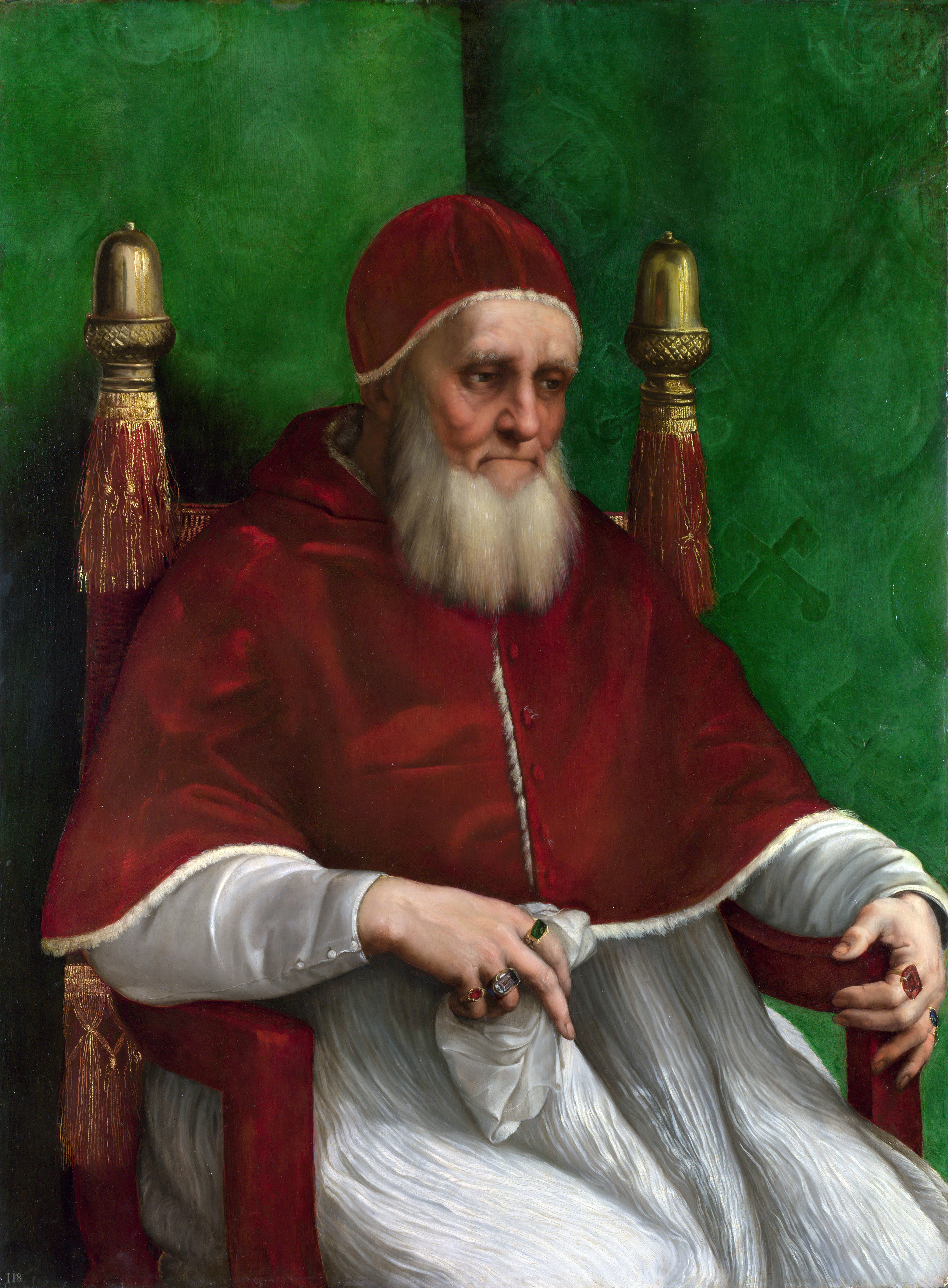
Papa Giulio II
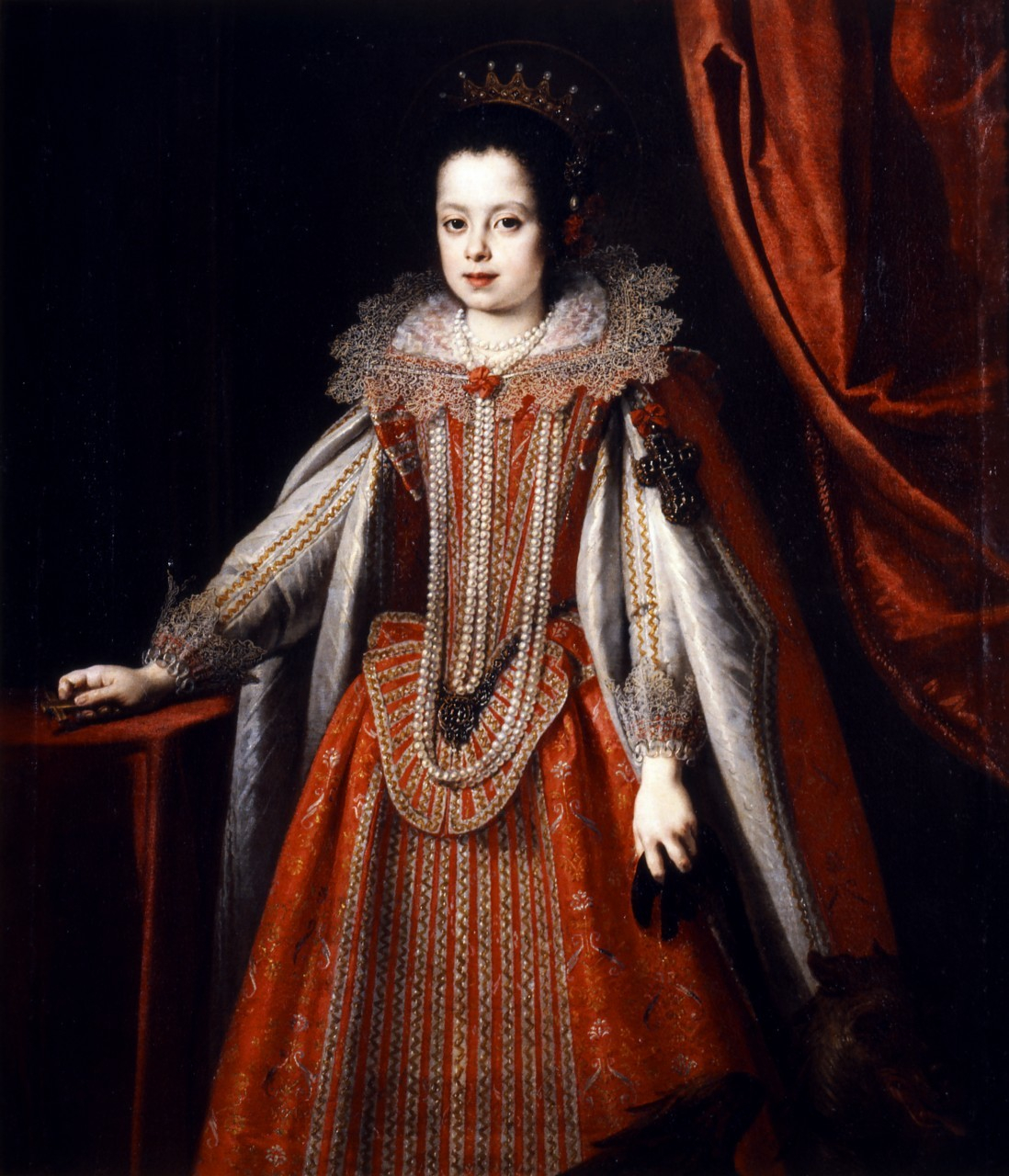
Vittoria ultima del ramo principale.
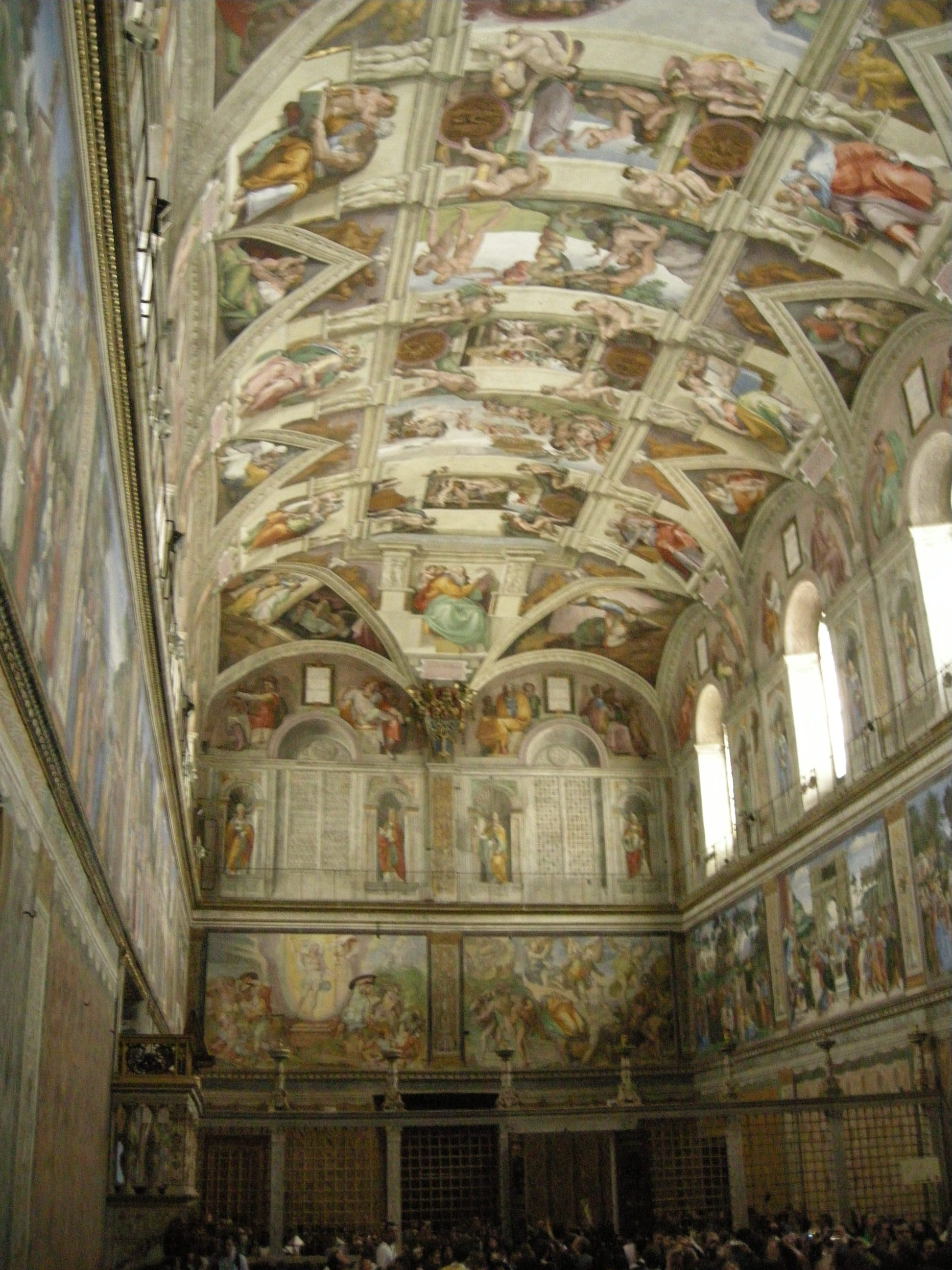
La Cappella Sistina dedicata a papa Sisto IV